# Claudio Bieler
Claudio Daniel Bieler (Vera, 1 de marzo de 1984) es un futbolista argentino nacionalizado ecuatoriano que juega como delantero. Actualmente juega para Huracán Foot-Ball Club (Vera) de la Liga Verense de Fútbol.

## Trayectoria
Forjó sus características en Huracán Fútbol Club, institución de Vera, ciudad natal del noroeste santafesino. Allí debutó a los 13 años en Primera de la Liga Verense y, tiempo después, se presentó en el recordado Torneo Argentino C. Debutó en la Primera División argentina el 4 de marzo de 2005, en el encuentro entre Colón de Santa Fe y Newell's en Rosario. El resultado de ese partido fue de 1-1.
A mediados de 2006, llegó a préstamo al Atlético de Rafaela de la Primera B Nacional, donde fue el goleador del equipo con 16 tantos.
Colo-Colo
Por su buen rendimiento en la temporada 2006/07, llegó en calidad de préstamo con opción de compra y como último refuerzo extranjero a Colo-Colo, con el objetivo de reemplazar al goleador chileno Humberto Suazo.
En Colo-Colo no mostró un buen desempeño: en 6 meses convirtió solo 6 goles, pese a las múltiples oportunidades que se le dieron, ganándose incluso el apodo de Carucha, en recuerdo a Adrián Carucha Fernández (considerado uno de los peores fichajes en la historia del conjunto albo). A pesar de ello, el plantel de Colo-Colo se coronó campeón del Torneo Nacional de Clausura conquistando el tetra campeonato, y es el único título de Bieler en el futbol chileno.
Liga de Quito
Tras su bajo rendimiento, el club chileno lo transfirió a comienzos del 2008 a Liga de Quito de Ecuador. En ese club, Bieler experimentó un espectacular repunte: anotó goles importantes que contribuyeron a que Liga conquistara la Copa Libertadores 2008 (marcó el primer gol de LDU en la final de ida), la Copa Sudamericana 2009 (máximo goleador del torneo tras marcar ocho goles en diez partidos, incluyendo dos hat-tricks) y la Recopa Sudamericana 2009 (anotó dos de los cuatro goles de su equipo), y tuvo un buen desempeño en el Mundial de Clubes 2008, en el que Liga alcanzó el subcampeonato. Además fue el máximo anotador del torneo ecuatoriano 2009, convirtiendo 22 goles en la temporada.
Tras su campaña en Liga de Quito, el 6 de enero de 2010, Bieler se convirtió oficialmente en jugador del Racing de Argentina. En la Academia disputó 36 partidos, marcando ocho goles. Sin embargo, su paso se vio marcado por las frecuentes expresiones de descontento del delantero y pedidos de ser transferido, los cuales tensionaron su relación con la dirigencia.
En el verano de 2011, tras una larga negociación, Bieler fue cedido a préstamo por seis meses a Newell's Old Boys de Rosario. Allí disputó el Clausura 2011, en el cual disputó 13 partidos y sólo marcó 3 goles.
Al vencer su préstamo con la entidad rosarina, retornó a Liga de Quito, luego de que Racing Club acordara su préstamo por un año, a cambio del saldo parcial de una deuda en el pago del pase del delantero.
En la temporada 2012 Bieler anotó 20 goles en 46 fechas del Campeonato Ecuatoriano, incluyendo dos tripletes.
Sporting Kansas City
Tras su buen desempeño en la temporada anterior con Liga de Quito, partió a Norteamérica para jugar en Sporting Kansas City, estuvo 2 temporadas, anotó 16 goles y conquistó 2 títulos.
Quilmes
En el año 2015 pasa a jugar, en busca de continuidad y en volver a ser el goleador nato que es, en el Quilmes Atlético Club. No haciendo un buen paso al inicio del torneo y sólo marcando goles desde el punto penal, hasta que el conjunto cervecero realiza un cambio de DT, a falta de buenos resultados, y llega Facundo Sava. Es aquí donde el equipo obtiene resultados magníficos llevándolo a pelear el acceso a las Copas internacionales, y el Taca recupera su excelente nivel convirtiéndose fecha a fecha, en uno de los referentes del equipo y en uno de los goleadores del torneo, haciendo que Quilmes sea uno de los mejores pasos que tuvo en toda su carrera.
Luego de no poder renovar su continuidad con la entidad sureña del conurbano bonaerense, en el 2016, llega al Club Atlético Belgrano de la Provincia de Córdoba.
Belgrano de Córdoba
Temporada 2016
Ni Belgrano ni Bieler tuvieron un buen semestre. Belgrano solo logró 16 puntos finalizando 12° de 16 equipos de la Zona 1 en el Campeonato de Primera División 2016. Bieler convirtió sus primeros y únicos dos goles, frente a su exequipo, Quilmes, en el Mario Alberto Kempes, en el partido correspondiente a la fecha 13 donde igualaron 2-2.
Temporada 2016/17
Antes de comenzar la temporada, Belgrano cambia su director técnico, y Ricardo Zielinski es suplantado por Esteban "tete" González. Con González al mando, se creía que Bieler no iba a tener minutos debido al llamado de varios delanteros por parte del entrenador. El 27 de julio, Belgrano logra una agónica clasificación en Córdoba vs Brown de Adrogúe por Copa Argentina donde Bieler jugó varios minutos. Su primer gol llegó el 3 de septiembre de 2016 jugando en San Juan contra Defensa y Justicia por los Octavos de final de la Copa Argentina de penal a los primeros minutos de juego.
El 15 de septiembre, Belgrano se vería las caras con Estudiantes de La Plata por el partido de vuelta de la segunda fase de la Copa Sudamericana 2016 donde Claudio Bieler marcó a los 21' del segundo tiempo de penal y en 120 segundos después marcaría otro más para que Belgrano ganase en el global 2-1 y clasificara hacia próximas instancias de Sudamericana.
El 21 de septiembre, Belgrano jugaba su primer partido fuera de su casa de manera internacional y Bieler dejó su sello. A los 4 minutos de la parte inicial, tras una asistencia de Matías Suárez, Bieler disparó un bombazo que terminaría siendo el primer gol del equipo pirata vs Coritiba de Brasil. Belgrano terminó ganando la ida 1-2 con Bieler recorriendo los 90 minutos de juego.
El 25 de septiembre, Belgrano visita a Unión por la 4ª fecha del Campeonato Local y su técnico decide cuidar a Bieler y colocarlo suplente. Bieler solamente jugó 18 minutos en Santa Fe y le bastaron para lograr su segundo doblete con la camiseta de Belgrano y así lograr los primeros 3 puntos del Campeonato.
San Martín de Tucumán
La temporada 2017/2018 sería especial para Bieler. Llega a un acuerdo para jugar en la Primera B Nacional  con San Martín de Tucumán. En el receso y tras la renuncia de Diego Cagna, el taka, decide quedarse para pelear por el ascenso a la Superliga, objetivo que logra cumplir, haciendo historia en el ciruja y siendo el goleador del torneo con 16 goles en 29 partidos.
Independiente del Valle
Tras dejar San Martín de Tucumán luego de haber perdido por goleada de local ante Boca Juniors y consumarse el descenso del equipo a falta de 2 fechas para que finalice el torneo argentino, Claudio Bieler, rescindió el contrato con el equipo Santo y retorna al país de la Mitad del Mundo, que lo vio brillar y destacarse con el equipo de Liga de Quito, para pasar a convertirse en el nuevo jugador estrella del Independiente del Valle para la próxima temporada. 
En junio de 2019 la aventura de Bieler en Independiente del Valle terminó abruptamente, sufrió una ruptura del ligamento cruzado por lo que tuvo que ser operado y su proceso de recuperación fue de seis meses, perdiéndose del resto de la temporada, Claudio estuvo lejos de los números que mostró anteriormente en Liga de Quito, con un gol en el torneo ecuatoriano y uno en la Copa Ecuador, a pesar de la lesión, la Conmebol lo incluyó en el plantel campeón de la Copa Sudamericana 2019 por haber disputado un partido del torneo.
Atlético de Rafaela
En la temporada 2020/21 llega a Atlético de Rafaela, de la segunda división de Argentina, donde jugó 9 partidos y anotó 6 goles.
En la temporada 2021 hizo 13 goles y se ubicó en el 5.º lugar en la tabla de goleadores del torneo.
En la temporada 2022 quedó marcado por el incidente de la fecha 29, Atlético de Rafaela que está luchando punto a punto por no descender a la tercera categoría del fútbol argentino, perdió de local 1-2 con Estudiantes en Buenos Aires, dejando al Atlético a dos puntos del descenso, esto provocó que un grupo de hinchas violentos rayaron las puertas y pincharon los neumáticos de los autos de algunos de sus futbolistas, entre ellos el de Bieler, a pesar de que el delantero es uno de los goleadores del torneo con 10 goles. El hecho ha provocado que se trascienda en los medios que el jugador está meditando rescindir su contrato (que dura hasta diciembre) y colgar sus botines.
Agropecuario
El 9 de enero de 2024 se hace oficial la contratación de Bieler en Agropecuario Argentino hasta diciembre, para disputar la Primera B Nacional del fútbol argentino.
Huracán Foot-Ball Club (Vera)
El 10 de octubre de 2024 se oficializa su llegada al club Huracán FBC (Vera), de la Liga Verense de Fútbol.

## Selección nacional
El 4 de febrero de 2010 fue convocado a la selección argentina por el entrenador Diego Maradona, pero fue desestimado por una lesión.
A mediados de mayo de 2010 viajó a Ecuador para cumplir un proceso de naturalización. En julio de 2011, finalmente consiguió la ciudadanía ecuatoriana, pero según la normativa FIFA aprobada en 2012, no podrá representar a la selección de dicho país.

## Estadísticas
Actualizado al último partido jugado el 11 de mayo de 2024.
| Club                                | Temporada           | Div.                | Liga  | Liga  | Copas nacionales | Copas nacionales | Copas internacionales* | Copas internacionales* | Total | Total | Prom. · |
| Club                                | Temporada           | Div.                | Part. | Goles | Part.            | Goles            | Part.                  | Goles                  | Part. | Goles | Prom. · |
| ----------------------------------- | ------------------- | ------------------- | ----- | ----- | ---------------- | ---------------- | ---------------------- | ---------------------- | ----- | ----- | ------- |
| Colón Argentina                     |                     |                     |       |       |                  |                  |                        |                        |       |       |         |
| 2005-06                             | 1.ª                 | 12                  | 0     | -     | -                | -                | -                      | 12                     | 0     | 0     |         |
| Total                               | Total               | 12                  | 0     | -     | -                | -                | -                      | 12                     | 0     | 0     |         |
| Atlético de Rafaela Argentina       |                     |                     |       |       |                  |                  |                        |                        |       |       |         |
| 2006-07                             | 2.ª                 | 36                  | 16    | -     | -                | -                | -                      | 36                     | 16    | 0.44  |         |
| 2020                                | 2.ª                 | 9                   | 6     | -     | -                | -                | -                      | 9                      | 6     | 0.67  |         |
| 2021                                | 2.ª                 | 33                  | 13    | 1     | 0                | -                | -                      | 34                     | 13    | 0.38  |         |
| 2022                                | 2.ª                 | 35                  | 13    | -     | -                | -                | -                      | 35                     | 13    | 0.37  |         |
| 2023                                | 2.ª                 | 36                  | 14    | -     | -                | -                | -                      | 36                     | 14    | 0.39  |         |
| Total                               | Total               | 149                 | 62    | 1     | 0                | -                | -                      | 150                    | 62    | 0.41  |         |
| Colo-Colo · Chile                   |                     |                     |       |       |                  |                  |                        |                        |       |       |         |
| 2007                                | 1.ª                 | 15                  | 6     | -     | -                | 5                | 0                      | 20                     | 6     | 0.3   |         |
| Total                               | Total               | 15                  | 6     | -     | -                | 5                | 0                      | 20                     | 6     | 0.3   |         |
| Liga de Quito · Ecuador             |                     |                     |       |       |                  |                  |                        |                        |       |       |         |
| 2008                                | 1.ª                 | 31                  | 13    | -     | -                | 19               | 4                      | 50                     | 17    | 0.34  |         |
| 2009                                | 1.ª                 | 32                  | 22    | -     | -                | 16               | 10                     | 48                     | 32    | 0.67  |         |
| 2011                                | 1.ª                 | 11                  | 2     | -     | -                | 11               | 0                      | 22                     | 2     | 0.09  |         |
| 2012                                | 1.ª                 | 36                  | 20    | -     | -                | -                | -                      | 36                     | 20    | 0.56  |         |
| Total                               | Total               | 110                 | 57    | -     | -                | 46               | 14                     | 156                    | 71    | 0.455 |         |
| Racing Club Argentina               |                     |                     |       |       |                  |                  |                        |                        |       |       |         |
| 2010                                | 1.ª                 | 19                  | 6     | -     | -                | -                | -                      | 19                     | 6     | 0.32  |         |
| 2010                                | 1.ª                 | 17                  | 2     | -     | -                | -                | -                      | 17                     | 2     | 0.12  |         |
| Total                               | Total               | 36                  | 8     | -     | -                | -                | -                      | 36                     | 8     | 0.22  |         |
| Newell's Old Boys Argentina         | 2011                | 1.ª                 | 13    | 3     | -                | -                | -                      | -                      | 13    | 3     | 0.23    |
| Newell's Old Boys Argentina         | Total               | Total               | 13    | 3     | -                | -                | -                      | -                      | 13    | 3     | 0.23    |
| Sporting Kansas City Estados Unidos |                     |                     |       |       |                  |                  |                        |                        |       |       |         |
| 2013                                | 1.ª                 | 31                  | 11    | 2     | 1                | 4                | 0                      | 37                     | 12    | 0.32  |         |
| 2014                                | 1.ª                 | 13                  | 2     | 1     | 0                | 3                | 2                      | 17                     | 4     | 0.24  |         |
| Total                               | Total               | 44                  | 13    | 3     | 1                | 7                | 2                      | 54                     | 16    | 0.3   |         |
| Quilmes Argentina                   |                     |                     |       |       |                  |                  |                        |                        |       |       |         |
| 2015                                | 1.ª                 | 27                  | 14    | 3     | 1                | -                | -                      | 30                     | 15    | 0.5   |         |
| Total                               | Total               | 27                  | 14    | 3     | 1                | -                | -                      | 30                     | 15    | 0.5   |         |
| Belgrano Argentina                  |                     |                     |       |       |                  |                  |                        |                        |       |       |         |
| 2016                                | 1.ª                 | 13                  | 2     | -     | -                | -                | -                      | 13                     | 2     | 0,15  |         |
| 2016-17                             | 1.ª                 | 21                  | 4     | 3     | 2                | 4                | 4                      | 28                     | 10    | 0.36  |         |
| Total                               | Total               | 34                  | 6     | 3     | 2                | 4                | 4                      | 41                     | 12    | 0.29  |         |
| San Martin de Tucumán Argentina     |                     |                     |       |       |                  |                  |                        |                        |       |       |         |
| 2017-18                             | 2.ª                 | 28                  | 16    | -     | -                | -                | -                      | 28                     | 16    | 0.57  |         |
| 2018-19                             | 1.ª                 | 21                  | 4     | 2     | 2                | -                | -                      | 23                     | 6     | 0.26  |         |
| Total                               | Total               | 49                  | 20    | 2     | 2                | -                | -                      | 51                     | 22    | 0.43  |         |
| Independiente del Valle · Ecuador   | 2019                | 1.ª                 | 7     | 1     | 1                | 1                | 1                      | 0                      | 9     | 2     | 0.22    |
| Independiente del Valle · Ecuador   | Total               | Total               | 7     | 1     | 1                | 1                | 1                      | 0                      | 9     | 2     | 0.22    |
| Agropecuario Argentina              | 2024                | 2.ª                 | 15    | 3     | 1                | 0                | -                      | -                      | 16    | 3     | 0.19    |
| Agropecuario Argentina              | Total               | Total               | 15    | 3     | 1                | 0                | 0                      | 0                      | 16    | 3     | 0.19    |
| Total en su carrera                 | Total en su carrera | Total en su carrera | 497   | 193   | 14               | 7                | 52                     | 20                     | 563   | 220   | 0.39    |

(*) Incluye Copa Libertadores, Concacaf Liga Campeones, Copa Sudamericana, Recopa Sudamericana, Mundial de Clubes.

## Palmarés

### Campeonatos nacionales
| Título                    | Club                 | Sede        | Año    |
| ------------------------- | -------------------- | ----------- | ------ |
| Primera División de Chile | Colo-Colo            | Santiago    | C-2007 |
| Conferencia Este          | Sporting Kansas City | Kansas City | 2013   |
| Copa MLS                  | Sporting Kansas City | Kansas City | 2013   |

### Campeonatos internacionales
| Título              | Club                    | Sede           | Año  |
| ------------------- | ----------------------- | -------------- | ---- |
| Copa Libertadores   | Liga de Quito           | Río de Janeiro | 2008 |
| Recopa Sudamericana | Liga de Quito           | Quito          | 2009 |
| Copa Sudamericana   | Liga de Quito           | Río de Janeiro | 2009 |
| Copa Sudamericana   | Independiente del Valle | Asunción       | 2019 |

### Otros logros
| Logro                      | Club           | País      | Año     |
| -------------------------- | -------------- | --------- | ------- |
| Ascenso a Primera División | San Martín (T) | Argentina | 2017-18 |

### Distinciones individuales
| Distinción                                               | Año     |
| -------------------------------------------------------- | ------- |
| Parte del Equipo Ideal de América                        | 2009    |
| Máximo Goleador del Campeonato Ecuatoriano (22 goles)    | 2009    |
| Máximo Goleador de la Copa Sudamericana (8 goles)        | 2009    |
| Máximo Goleador de la Recopa Sudamericana 2009 (2 goles) | 2009    |
| Premio Spencer al Mejor delantero del Fútbol Ecuatoriano | 2009    |
| Entre los 20 mejores jugadores Ecuatorianos del Año      | 2009    |
| Máximo Goleador de la Primera B Nacional (16 goles)      | 2017-18 |